# 格本斯托爾夫

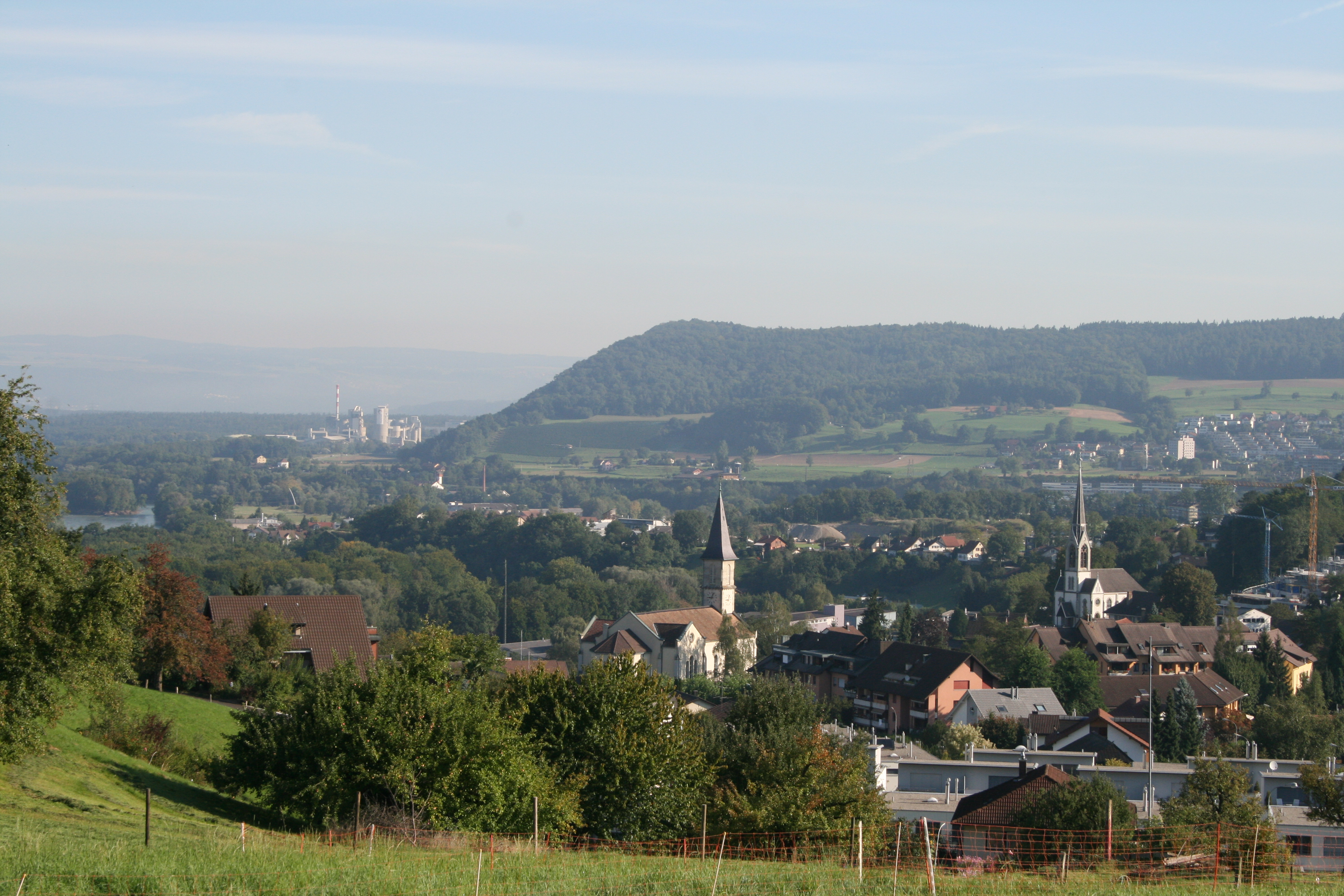

格本斯托爾夫是瑞士的城鎮，位於該國北部，由阿爾高州負責管轄，面積5.65平方公里，海拔高度375米，2012年人口4,720，四成人口信奉羅馬天主教，人口密度每平方公里835人。